# Corey Yuen
 (mai 2022).
Si vous disposez d'ouvrages ou d'articles de référence ou si vous connaissez des sites web de qualité traitant du thème abordé ici, merci de compléter l'article en donnant les références utiles à sa vérifiabilité et en les liant à la section « Notes et références ».
Corey Yuen, de son vrai nom Yuen Kwai (元奎), mais né sous le nom de Ying Gang-ming (殷元奎) le 15 février 1951 et mort en 2022 à Hong Kong, est un acteur, producteur et réalisateur hongkongais.

## Biographie
Corey Yuen est l'un des Seven Little Fortunes, avec notamment Jackie Chan, Sammo Hung et Yuen Biao pendant leur formation à l'Académie d'étude du théâtre chinois. Ils passent cette période à s'entrainer durement sous l'enseignement de Maître Yu. À cette époque, Corey Yuen fait office de figurant et de cascadeur dans quelques films, dont La Fureur de vaincre avec Bruce Lee. 
En 1985, Corey Yuen est le premier réalisateur hongkongais à apporter le style hongkongais à un film d'action américain : Le Tigre rouge avec Jean-Claude Van Damme. Il travaille avec la plupart des grandes stars chinoises à une époque ou une autre et il lance notamment les carrières de Michelle Yeoh et Cynthia Rothrock en 1985 avec Le Sens du devoir 2. Il oriente également avec succès la carrière de Stephen Chow vers la comédie en 1990 avec All for the Winner.
Il dirige Jackie Chan et Sammo Hung dans Dragons Forever, ainsi qu'Anita Mui, Andy Lau et Aaron Kwok dans Saviour of the Soul. En 1993, il commence une association et se lie d'amitié avec la star des films d'action Jet Li. Il met ainsi en scène certains des meilleurs films de Jet Li en commençant par La Légende de Fong Sai-Yuk et sa suite, et plus tard Bodyguard from Beijing, The New Legend of Shaolin, My Father Is a Hero et Haute tension. Ils travaillent ensemble pendant plus de 8 ans et Corey apporte sa touche personnelle dans les scènes d'action de quatre films américains de Jet Li : L'Arme fatale 4, Roméo doit mourir, The One et En sursis. Corey Yuen met également en scène Jason Statham dans Le Transporteur et So Close (2002). Il choisit volontairement de ne pas réaliser la suite Le Transporteur 2 (2005). Pourtant, son équipe de cascadeurs et d'experts en arts martiaux participe au film. Néanmoins, il retrouve Jason Statham dans Joker de Simon West.
Ses autres films notables sont Righting Wrongs avec Yuen Biao et Cynthia Rothrock, She Shoots Straight avec Joyce Godenzi, Sammo Hung et Yuen Wah et le film de 1997 Hero avec Yuen Biao et Takeshi Kaneshiro. 
Il travaille également comme assistant-réalisateur attaché aux scènes d'action sur de nombreux films. Son style n'est pas aussi marqué que celui d'autres réalisateurs de films d'action comme Yuen Woo-ping ou Ching Siu-tung, mais est remarquable par sa créativité et sa rapidité. Il se distingue aussi par son talent à mélanger les combats à mains nues et les combats avec armes à feu, deux styles difficiles à mêler avec succès.
Il a été annoncé en août 2024 que Yuen était décédé du COVID-19 deux ans auparavant en 2022 à Hong Kong,.

## Filmographie

### Réalisateur
- 1982 : Ninja Warriors
- 1985 : Le Sens du devoir 2
- 1985 : Karaté tiger - Le Tigre rouge
- 1986 : Une Flic De Choc
- 1988 : In the Blood
- 1988 : Karaté Tiger 2
- 1989 : The Blonde Fury
- 1990 : All for the Winner
- 1990 : Justice sans sommation
- 1991 : Saviour of the Soul
- 1991 : Top Bet
- 1992 : Ghost Punting
- 1992 : Saviour of the Soul 2
- 1992 : Fist of Fury 1991 2
- 1993 : La Légende de Fong Sai-Yuk
- 1993 : La Légende de Fong Sai-Yuk 2
- 1993 : Women on the Run
- 1994 : The Defender
- 1994 : La Légende du dragon rouge
- 1995 : Agent spécial
- 1996 : Black Rose 2
- 1996 : Mahjong Dragon
- 1997 : Hero
- 1998 : Enter the Eagles
- 2001 : God of Fist Style
- 2002 : Le Transporteur (coréalisé avec Louis Leterrier)
- 2002 : So Close
- 2004 : The Twins Effect 2
- 2006 : DOA: Dead or Alive

### Chorégraphe
- 1982 : Dragon Lord (Long xiao ye)
- 2007: Rogue : L'Ultime Affrontement (War)

## Prix
- 1994 : Hong Kong Film Award de la meilleure chorégraphie d'action pour La Légende de Fong Sai-Yuk